# UCI Coupe des Nations U23
La Coupe des Nations UCI U23 (couramment appelé Coupe des Nations Espoirs dans les médias) est un calendrier de compétitions de cyclisme sur route réservées aux coureurs de moins de 23 ans créé par l'Union cycliste internationale en 2007. Réservée aux équipes nationales, la Coupe des Nations, qui compte plusieurs épreuves, permet aux nations de cumuler des points et de déterminer en bout de parcours le nombre de places que chacune d’entre elles aura lors des championnats du monde sur route espoirs.
Une version pour les juniors (17/18 ans) existe également depuis 2008.

## Courses
22 épreuves différentes ont fait partie de la compétition depuis 2007.
| Épreuves                              | Année                             |
| ------------------------------------- | --------------------------------- |
| Championnats d'Europe espoirs         | 2012-2022, 2024-                  |
| Championnats d'Asie espoirs           | 2012-2019, 2022-                  |
| Championnats panaméricains espoirs    | 2012-2017, 2019, 2021-2022, 2025- |
| Course de la Paix-Grand Prix Jeseníky | 2015-2019, 2021-                  |
| Orlen Nations Grand Prix              | 2019-                             |
| Championnats du monde espoirs         | 2021-                             |
| Tour de l'Avenir                      | 2007-2019, 2021-2024              |
| Côte picarde                          | 2007-2015                         |
| Grand Prix du Portugal                | 2007-2010                         |
| Tour des régions italiennes           | 2007-2008, 2010                   |
| Liège-Bastogne-Liège espoirs          | 2007                              |
| Grand Prix Guillaume Tell             | 2007                              |
| Coupe des nations Ville Saguenay      | 2008-2013                         |
| ZLM Tour                              | 2008-2018                         |
| Tour des Flandres espoirs             | 2008-2019                         |
| Toscane-Terre de cyclisme             | 2011-2012                         |
| Championnats d'Afrique espoirs        | 2012                              |
| Trophée Almar                         | 2015-2016                         |
| Gand-Wevelgem espoirs                 | 2016-2019, 2022                   |
| Tour de l'Espoir                      | 2018-2019                         |
| Championnats d'Océanie espoirs        | 2018-2019                         |
| Étoile d'Or                           | 2019, 2021                        |

- Les courses en jaune ne font plus partie de la Coupe des Nations.

## Barème
La Coupe des Nations attribue des points uniquement aux nations, mais seul le premier coureur de chaque nation marque des points par rapport à sa place dans l’épreuve. Lors d'une épreuve d'une journée, il est attribué des points aux 15 premiers coureurs de l'épreuve. Lors d'une épreuve par étapes, il est attribué des points aux 20 premiers coureurs du classement général final. À chaque étape il est attribué des points aux trois premiers coureurs. Depuis l'édition 2012, les championnats continentaux moins de 23 ans (course en ligne) attribuent également des points pour le classement de la Coupe des Nations moins de 23 ans. À partir de 2021, les mondiaux espoirs sont également comptabilisés au classement final,.
|      | Points sur les manches | Points sur les manches | Points sur les manches |
| Pos. | Course d'un jour       | Course à étapes        | Étapes                 |
| ---- | ---------------------- | ---------------------- | ---------------------- |
| 1    | 20                     | 30                     | 3                      |
| 2    | 17                     | 25                     | 2                      |
| 3    | 15                     | 20                     | 1                      |
| 4    | 13                     | 17                     | -                      |
| 5    | 11                     | 16                     | -                      |
| 6    | 10                     | 15                     |                        |
| 7    | 9                      | 14                     | –                      |
| 8    | 8                      | 13                     | –                      |
| 9    | 7                      | 12                     | –                      |
| 10   | 6                      | 11                     | –                      |
| 11   | 5                      | 10                     | –                      |
| 12   | 4                      | 9                      | –                      |
| 13   | 3                      | 8                      | –                      |
| 14   | 2                      | 7                      | –                      |
| 15   | 1                      | 6                      | –                      |
| 16   | –                      | 5                      | –                      |
| 17   | –                      | 4                      | –                      |
| 18   | –                      | 3                      | –                      |
| 19   | –                      | 2                      | –                      |
| 20   | –                      | 1                      | –                      |

|      | Points aux championnats du monde | Points aux championnats du monde |
| Pos. | Course en ligne                  | Contre-la-montre                 |
| ---- | -------------------------------- | -------------------------------- |
| 1    | 50                               | 30                               |
| 2    | 35                               | 25                               |
| 3    | 30                               | 20                               |
| 4    | 25                               | 15                               |
| 5    | 20                               | 10                               |
| 6    | 15                               | 5                                |
| 7    | 10                               | 3                                |
| 8    | 10                               | 3                                |
| 9    | 10                               | 3                                |
| 10   | 10                               | 3                                |
| 11   | 5                                | 2                                |
| 12   | 5                                | 2                                |
| 13   | 5                                | 2                                |
| 14   | 3                                | 1                                |
| 15   | 3                                | 1                                |
| 16   | 3                                | -                                |
| 17   | 2                                | -                                |
| 18   | 2                                | -                                |
| 19   | 1                                | -                                |
| 20   | 1                                | -                                |

|      | Points sur les championnats continentaux                    | Points sur les championnats continentaux                  |
| Pos. | Championnats d'Europe (course en ligne et contre-la-montre) | Autres championnats (course en ligne et contre-la-montre) |
| ---- | ----------------------------------------------------------- | --------------------------------------------------------- |
| 1    | 10                                                          | 8                                                         |
| 2    | 8                                                           | 5                                                         |
| 3    | 6                                                           | 3                                                         |
| 4    | 5                                                           | 1                                                         |
| 5    | 4                                                           | –                                                         |
| 6    | 3                                                           | –                                                         |
| 7    | 2                                                           | –                                                         |
| 8    | 1                                                           | –                                                         |

## Palmarès
| Année | Vainqueur | Pts. | Deuxième        | Pts. | Troisième | Pts. |
| ----- | --------- | ---- | --------------- | ---- | --------- | ---- |
| 2007  | Slovénie  | 108  | France          | 106  | Danemark  | 102  |
| 2008  | Portugal  | 145  | Italie          | 107  | France    | 100  |
| 2009  | France    | 108  | Allemagne       | 100  | Danemark  | 079  |
| 2010  | Slovénie  | 106  | Pays-Bas        | 103  | France    | 090  |
| 2011  | France    | 121  | Italie          | 097  | Danemark  | 083  |
| 2012  | France    | 113  | Belgique        | 089  | Italie    | 080  |
| 2013  | France    | 074  | Grande-Bretagne | 064  | Pays-Bas  | 059  |
| 2014  | Belgique  | 060  | France          | 058  | Russie    | 047  |
| 2015  | Italie    | 103  | Norvège         | 081  | Danemark  | 079  |
| 2016  | France    | 134  | Norvège         | 085  | Italie    | 085  |
| 2017  | Danemark  | 104  | Belgique        | 096  | France    | 081  |
| 2018  | Slovénie  | 105  | France          | 084  | Italie    | 076  |
| 2019  | Norvège   | 090  | Italie          | 088  | Belgique  | 088  |
| 2020  | Pays-Bas  | 039  | Suisse          | 024  | Norvège   | 020  |
| 2021  | Italie    | 153  | Pays-Bas        | 131  | Norvège   | 099  |
| 2022  | Belgique  | 115  | Norvège         | 101  | Allemagne | 087  |
| 2023  | Italie    | 135  | France          | 121  | Portugal  | 070  |
| 2024  | Belgique  | 106  | France          | 096  | Suisse    | 087  |

## Statistiques
Mis à jour après l'édition 2024

### Bilan par nations
| Rang               | Pays               | Médaille d'or | Médaille d'argent | Médaille de bronze | Total |
| ------------------ | ------------------ | ------------- | ----------------- | ------------------ | ----- |
| 1                  | France             | 5             | 5                 | 3                  | 13    |
| 2                  | Italie             | 3             | 3                 | 3                  | 9     |
| 3                  | Belgique           | 3             | 2                 | 1                  | 6     |
| 4                  | Slovénie           | 3             | 0                 | 0                  | 3     |
| 5                  | Norvège            | 1             | 3                 | 2                  | 6     |
| 6                  | Pays-Bas           | 1             | 2                 | 1                  | 4     |
| 7                  | Danemark           | 1             | 0                 | 4                  | 5     |
| 8                  | Portugal           | 1             | 0                 | 1                  | 2     |
| 9                  | Allemagne          | 0             | 1                 | 1                  | 2     |
| 9                  | Suisse             | 0             | 1                 | 1                  | 2     |
| 11                 | Royaume-Uni        | 0             | 1                 | 0                  | 1     |
| 12                 | Russie             | 0             | 0                 | 1                  | 0     |
| Total (12 nations) | Total (12 nations) | 18            | 18                | 18                 | 52    |

### Records
| Record de victoires                     | Nb. | Coureur(s) / Nation(s)                                               |
| --------------------------------------- | --- | -------------------------------------------------------------------- |
| Classement final                        | 5   | France                                                               |
| Classement final                        | 3   | Italie Slovénie Belgique                                             |
| Épreuves individuelles (au total)       | 3   | Johan Price-Pejtersen                                                |
| Épreuves individuelles (sur une saison) | 2   | David Gaudu (2016) Tadej Pogačar (2018) Johan Price-Pejtersen (2021) |
| Épreuves par nations (sur une saison)   | 3   | Slovénie (2018) Belgique (2022)                                      |